# Старовойтов, Михаил Антонович
Михаил Антонович Старовойтов (1923—1944) — красноармеец Рабоче-крестьянской Красной Армии, участник Великой Отечественной войны, Герой Советского Союза (1944).

## Биография
Михаил Старовойтов родился 7 июня 1923 года в деревне Якимовичи (ныне — Климовичский район Могилёвской области Белоруссии). Окончил семь классов школы. В июне 1941 года Старовойтов был призван на службу в Рабоче-крестьянскую Красную Армию и направлен на фронт Великой Отечественной войны.
При переправе через Днепр 28 сентября 1943 года был ранен.
К марту 1944 года красноармеец Михаил Старовойтов был автоматчиком роты автоматчиков 1292-го стрелкового полка 113-й стрелковой дивизии 57-й армии 3-го Украинского фронта. Отличился во время освобождения Николаевской области Украинской ССР. 25 марта 1944 года Старовойтов в составе передового отряда переправился через Южный Буг в районе села Виноградный Сад Доманёвского района и принял активное участие в боях за захват и удержание плацдарма на его берегу, отразив несколько немецких контратак. 11 апреля 1944 года Старовойтов погиб в бою. Похоронен в селе Райки Великомихайловского района Одесской области Украины.
Указом Президиума Верховного Совета СССР от 3 июня 1944 года красноармеец Михаил Старовойтов посмертно был удостоен высокого звания Героя Советского Союза (медаль «Золотая Звезда» и орден Ленина).
В честь Старовойтова названа школа в деревне Милославичи Климовичского района Могилёвской области Белоруссии и улица в городе Климовичи.